# عملات تذكارية من الذهب والفضة باليورو (اليونان)
العملات التذكارية الذهبية والفضية باليورو في اليونان هي عملات اليورو الخاصة المسكوكة في دولة اليونان، والتي تُعد واحدة من أوائل الدول الأوروبية الإثنى عشر التي إنضمت إلى منطقة اليورو، واعتمدت اليورو كعملة رسمية لها في 1 يناير (كانون الثاني) 2002. وتُصدر دار العملة اليونانية منذ عام 2003 إصدارات عادية من عملات اليورو اليونانية، المخصصة للتداول، كما تُصدر عملات يورو تذكارية من الذهب والفضة، أو من معادن ثمينة أخرى. تكون هذه العملات التذكارية الخاصة ذات قيمة قانونية فقط في اليونان، على عكس الإصدارات العادية لعملات اليورو اليونانية، والتي لها قيمة قانونية في جميع دول منطقة اليورو. هذا يعني أن العملات التذكارية المصنوعة من الذهب والفضة في اليونان لا يمكن استخدامها كعملة في دول أخرى. علاوة على ذلك، ولأن قيمتها السبائكية تتجاوز قيمتها الاسمية بكثير، فإن هذه العملات عادةً ما تكون غير مخصصة للاستخدام كوسيلة دفع على الإطلاق - مع أن ذلك لا يزال ممكنًا. لهذا السبب، تُسمى عادةً عملات هواة الجمع. عادةً ما تُخلّد هذه العملات ذكرى أحداث تاريخية أو تُسلّط الضوء على أحداث جارية ذات أهمية خاصة. تُسكّ في اليونان أربع عملات يورو معدنية تذكارية من هذا النوع سنويًا في المتوسط، معظمها من الفضة، بقيمة اسمية نموذجية تبلغ 10 يورو. وعلى الرغم من ذلك، فقد سكّت اليونان خلال عامي 2003 و2004 عددًا من عملات اليورو المعدنية التذكارية المصنوعة من الذهب والفضة يفوق بثلاثة أضعاف العدد المعتاد، والمسكوك سنويًّا من الذهب والفضة، وكان ذلك احتفالًا بدورة الألعاب الأولمبية 2004 في أثينا.

## الخلاصة
بحلول عام 2024 كانت اليونان قد سكت 154 نوعًا مختلفًا من عملات اليورو التذكارية المصنوعة من الذهب أو الفضة أو معادن ثمينة أخرى. ولا ينبغي الخلط بين هذه العملات التذكارية المميزة عالية القيمة وعملات 2 يورو التذكارية، وهي عملات مخصصة للتداول ولها صفة العملة القانونية في جميع دول منطقة اليورو. ويوضح الجدول التالي عدد عملات اليورو المعدنية التذكارية المسكوكة سنويًا في اليونان، حيث جُمعت في القسم الأول العملات المعدنية حسب المعدن المستخدم، بينما جُمعت في القسم الثاني العملات المعدنية التذكارية المسكوكة في اليونان حسب قيمتها الاسمية:
| السنة                                                                     | الإصدارات            | حسب المعدن             | حسب المعدن | حسب المعدن | حسب القيمة الإسمية | حسب القيمة الإسمية | حسب القيمة الإسمية | حسب القيمة الإسمية | حسب القيمة الإسمية | حسب القيمة الإسمية | حسب القيمة الإسمية | حسب القيمة الإسمية |
| السنة                                                                     | الإصدارات            | ذهب                    | فضة        | أخرى       | 200 يورو (€200)    | 100 يورو (€100)    | 50 يورو (€50)      | 20 يورو (€20)      | 10 يورو (€10)      | 6 يورو (€6)        | 5 يورو (€5)        | 1.5 يورو (€1.5)    |
| ------------------------------------------------------------------------- | -------------------- | ---------------------- | ---------- | ---------- | ------------------ | ------------------ | ------------------ | ------------------ | ------------------ | ------------------ | ------------------ | ------------------ |
| 2003                                                                      | 15                   | 5                      | 10         | -          | 1                  | 4                  | -                  | 1                  | 9                  | -                  | -                  | -                  |
| 2004                                                                      | 12                   | 4                      | 8          | -          | -                  | 4                  | -                  | -                  | 8                  | -                  | -                  | -                  |
| 2005                                                                      | 1                    | -                      | 1          | -          | -                  | -                  | -                  | -                  | 1                  | -                  | -                  | -                  |
| 2006                                                                      | 3                    | -                      | 3          | -          | -                  | -                  | -                  | -                  | 3                  | -                  | -                  | -                  |
| 2007                                                                      | 4                    | -                      | 4          | -          | -                  | -                  | -                  | -                  | 4                  | -                  | -                  | -                  |
| 2008                                                                      | 1                    | -                      | 1          | -          | -                  | -                  | -                  | -                  | 1                  | -                  | -                  | -                  |
| 2009                                                                      | 2                    | -                      | 2          | -          | -                  | -                  | -                  | -                  | 2                  | -                  | -                  | -                  |
| 2010                                                                      | 1                    | -                      | 1          | -          | -                  | -                  | -                  | -                  | 1                  | -                  | -                  | -                  |
| 2011                                                                      | 1                    | -                      | 1          | -          | -                  | -                  | -                  | -                  | 1                  | -                  | -                  | -                  |
| 2012                                                                      | 6                    | 3                      | 3          | -          | 2                  | -                  | 1                  | -                  | 3                  | -                  | -                  | -                  |
| 2013                                                                      | 6                    | 2                      | 4          | -          | 1                  | -                  | 1                  | -                  | 3                  | -                  | 1                  | -                  |
| 2014                                                                      | 7                    | 3                      | 4          | -          | 1                  | 1                  | 1                  | -                  | 3                  | -                  | -                  | -                  |
| 2015                                                                      | 7                    | 3                      | 3          | 1          | 1                  | 1                  | 1                  | -                  | 2                  | 1                  | 1                  | -                  |
| 2016                                                                      | 7                    | 3                      | 3          | 1          | 1                  | 1                  | 1                  | -                  | 2                  | 1                  | 1                  | -                  |
| 2017                                                                      | 8                    | 3                      | 4          | 1          | 1                  | 1                  | 1                  | -                  | 3                  | 1                  | 1                  | -                  |
| 2018                                                                      | 13                   | 3                      | 10         | -          | 1                  | 1                  | 1                  | -                  | 3                  | 7                  | -                  | -                  |
| 2019                                                                      | 9                    | 3                      | 4          | 2          | 1                  | 1                  | 1                  | -                  | 3                  | 1                  | 3                  | -                  |
| 2020                                                                      | 11                   | 3                      | 8          | -          | 1                  | 1                  | 1                  | -                  | 2                  | 2                  | 4                  | -                  |
| 2021                                                                      | 5                    | 2                      | 3          | -          | -                  | 1                  | 1                  | -                  | 1                  | -                  | 2                  | -                  |
| 2022                                                                      | 10                   | 3                      | 7          | -          | 1                  | 1                  | 1                  | -                  | 3                  | -                  | 4                  | -                  |
| 2023                                                                      | 11                   | 3                      | 8          | -          | 1                  | 1                  | 1                  | -                  | 3                  | 3                  | 2                  | -                  |
| 2024                                                                      | 14                   | 3                      | 10         | 1          | 1                  | 1                  | 1                  | -                  | 5                  | 2                  | 1                  | 1                  |
| المجموع                                                                   | 154                  | 46                     | 102        | 6          | 14                 | 20                 | 12                 | 1                  | 66                 | 18                 | 20                 | 1                  |
| \| Coins were minted \| No coins were minted \| Scheduled to be minted \| |                      |                        |            |            |                    |                    |                    |                    |                    |                    |                    |                    |
| Coins were minted                                                         | No coins were minted | Scheduled to be minted |            |            |                    |                    |                    |                    |                    |                    |                    |                    |

## عملات 2003
| | رياضة رمي القرص                                          |                                        |                                                  |  |
| المصمم: بانايوتيس غرافالوس، وكوستاس كازاكو | المصمم: بانايوتيس غرافالوس، وكوستاس كازاكو               | دار سك العملة: دار سك العملة اليونانية | دار سك العملة: دار سك العملة اليونانية           |  |
| القيمة: 10 يورو | السبيكة: Ag 925 (فضة)                                    | الكمية: 68,000                         | الجودة: إثبات                                    |  |
| صادر في: 3 مارس (أذار) 2003 | القطر: 40 مـم (1.57 بوصة)                                | الوزن: 34 غ (1.20 أونصة؛ 1.09 ozt)     | قيمة الإصدار: 44 يورو القيمة السوقية: 40-45 يورو |  |
| يظهر على الوجه الأمامي للعملة شعار دورة الألعاب الأولمبية الصيفية في أثينا 2004 مع الدوائر الأولمبية الخمس محاطًا بغصن زيتون، وإلى جانب الشعار رُسمت زهرة الأنثيمون التي ترمز لدار سك العملة اليونانية. ويُحيط بالشعار والزهرة حلقتين متحدتا المركز، نُقش على الحلقة الخارجية منهما 12 نجمة تمثل دول الاتحاد الأوروبي، وهو الشعار الذي يُميّز جميع عملات اليورو، وعلى الحلقة الداخليّة نُقشت عبارة "10 يورو" التي تُشير إلى القيمة الإسمية للعملة. ويصور الوجه الخلفي للعملة رياضي معاصر في المقدمة في وضعية نصف دورة، بينما في الخلفية رُسم رامي قرص كلاسيكي في حركة انحناء حيوية، والقرص مرتفع فوق رأسه، مما يُضفي على هذه الرياضة صورةً حيوية. لم يتغير تاريخ رياضة رمي القرص بصورة تُذكر على مدار ثمانية وعشرين قرنًا. ولا تزال رياضة رمي القرص تُعتبر واحدة من أسمى الرياضات، إذ لم تكن لها أي صلة مباشرة بالتدريبات العسكرية أو العمل الزراعي، وفي العصور القديمة، كانت جزءًا من رياضة الخماسي. |                                                          |                                        |                                                  |  |
| |                                                          |                                        |                                                  |  |
| | قصر كنوسوس                                               |                                        |                                                  |  |
| المصمم: بانايوتيس غرافالوس، وكوستاس كازاكو | المصمم: بانايوتيس غرافالوس، وكوستاس كازاكو               | دار سك العملة: دار سك العملة اليونانية | دار سك العملة: دار سك العملة اليونانية           |  |
| القيمة: 100 يورو | الجودة:إثبات                                             | الكمية: 28,000                         | قيمة الإصدار: 440 يورو القيمة السوقية:-          |  |
| صادر في: 3 مارس (أذار) 2003 | القطر: 25 مـم (0.98 بوصة)                                | الوزن: 10 غ (0.35 أونصة؛ 0.32 ozt)     | السبيكة: Au 999 (ذهب)                            |  |
| يظهر على الوجه الأمامي للعملة شعار دورة الألعاب الأولمبية الصيفية في أثينا 2004 مع الدوائر الأولمبية الخمس محاطًا بغصن زيتون، وإلى جانب الشعار رُسمت زهرة الأنثيمون التي ترمز لدار سك العملة اليونانية. ويُحيط بالشعار والزهرة حلقتين متحدتا المركز، نُقش على الحلقة الخارجية منهما 12 نجمة تمثل دول الاتحاد الأوروبي، وهو الشعار الذي يُميّز جميع عملات اليورو، وعلى الحلقة الداخليّة نُقشت عبارة "100 يورو" التي تُشير إلى القيمة الإسمية للعملة. ويصور الوجه الخلفي للعملة منظر للنصب التذكاري الموجود داخل قصر مينوس في مدينة كنوسوس. نشأت الحضارة المينوسية (2600-1100 قبل الميلاد) في جزيرة كريت. وكان قصر مينوس بمثابة المركز الاقتصادي والإداري في مدينة كنوسوس، كما كان يتمتع بطابع مقدس. يتميز القصر بلوحاته الجدارية الداخلية المحفوظة جيدًا، والتي تصور الحياة الاجتماعية في العصر المينوسي، ومن أشهرها لوحة (قفزة الثيران) الجدارية الشهيرة، والتي تصور شكلًا قديمًا من أشكال مصارعة الثيران. |                                                          |                                        |                                                  |  |
| |                                                          |                                        |                                                  |  |
| | رياضة العدو                                              |                                        |                                                  |  |
| المصمم: بانايوتيس غرافالوس، وكوستاس كازاكو | المصمم: بانايوتيس غرافالوس، وكوستاس كازاكو               | دار سك العملة: دار سك العملة اليونانية | دار سك العملة: دار سك العملة اليونانية           |  |
| القيمة: 10 يورو | الجودة:إثبات                                             | الكمية: 68,000                         | قيمة الإصدار: 44 يورو القيمة السوقية: 40-45 يورو |  |
| صادر في: 3 مارس (أذار) 2003 | القطر: 40 مـم (1.57 بوصة)                                | الوزن: 34 غ (1.20 أونصة؛ 1.09 ozt)     | السبيكة: Ag 925 (فضة)                            |  |
| يظهر على الوجه الأمامي للعملة شعار دورة الألعاب الأولمبية الصيفية في أثينا 2004 مع الدوائر الأولمبية الخمس محاطًا بغصن زيتون، وإلى جانب الشعار رُسمت زهرة الأنثيمون التي ترمز لدار سك العملة اليونانية. ويُحيط بالشعار والزهرة حلقتين متحدتا المركز، نُقش على الحلقة الخارجية منهما 12 نجمة تمثل دول الاتحاد الأوروبي، وهو الشعار الذي يُميّز جميع عملات اليورو، وعلى الحلقة الداخليّة نُقشت عبارة "10 يورو" التي تُشير إلى القيمة الإسمية للعملة. ويصور الوجه الخلفي للعملة عداء معاصر في المقدمة في وضع الانطلاق، بينما في الخلفية نقش لعدّائين قديمين بطريقة توحي بأن العملة مهترئة بفعل الزمن، وهو نقش مستوحى أصلاً من الرسم الذي وُجد على مزهرية سوداء تعود إلى القرن السادس قبل الميلاد. تعود جذور سباقات المضمار والميدان إلى تاريخ اليونان القديمة، حيث تضمنت أول دورة ألعاب أولمبية قديمة، والتي أقيمت عام 776 قبل الميلاد، سباقًا لمسافة 192.20 مترًا (210.19 ياردة)، وكان هذا النوع من السباقات يُعرف باسم سباق الملعب الواحد (وهو ما يعادل سباق 200 متر اليوم). كان هذا هو السباق الرياضي الوحيد خلال أول 13 دورة أولمبية حتى عام 728 قبل الميلاد. |                                                          |                                        |                                                  |  |
| |                                                          |                                        |                                                  |  |
| | سرداب أولمبيا                                            |                                        |                                                  |  |
| المصمم: بانايوتيس غرافالوس، وكوستاس كازاكو | المصمم: بانايوتيس غرافالوس، وكوستاس كازاكو               | دار سك العملة: دار سك العملة اليونانية | دار سك العملة: دار سك العملة اليونانية           |  |
| القيمة: 100 يورو | الجودة:إثبات                                             | الكمية: 28,000                         | قيمة الإصدار: 440 يورو القيمة السوقية: 398 يورو  |  |
| صادر في: 2 يونيو (حزيران) 2003 | القطر: 25 مـم (0.98 بوصة)                                | الوزن: 10 غ (0.35 أونصة؛ 0.32 ozt)     | السبيكة: Au 999 (ذهب)                            |  |
| يظهر على الوجه الأمامي للعملة شعار دورة الألعاب الأولمبية الصيفية في أثينا 2004 مع الدوائر الأولمبية الخمس محاطًا بغصن زيتون، وإلى جانب الشعار رُسمت زهرة الأنثيمون التي ترمز لدار سك العملة اليونانية. ويُحيط بالشعار والزهرة حلقتين متحدتا المركز، نُقش على الحلقة الخارجية منهما 12 نجمة تمثل دول الاتحاد الأوروبي، وهو الشعار الذي يُميّز جميع عملات اليورو، وعلى الحلقة الداخليّة نُقشت عبارة "100 يورو" التي تُشير إلى القيمة الإسمية للعملة. ويصور الوجه الخلفي للعملة منظر لسرداب أولمبيا. تضم منطقة أولمبيا بأكملها معابد ومذابح وصالات رياضية وملاعب وأروقة وبيوت ضيافة وخزائن مدن يونانية مختلفة، بالإضافة إلى عدد كبير من التماثيل. يُعتقد أن الألعاب الأولى في أولمبيا أُقيمت عام 776 قبل الميلاد، وهو تاريخ شكّل فيما بعد أساس حساب الوقت في العصور القديمة. كانت الألعاب الأولمبية تُقام كُل أربع سنوات تُحسب باعتبارها الفترة الفاصلة بين دورتين أولمبيتين. وكانت هذه الألعاب في البداية ألعابًا محلية، وسرعان ما أصبحت ألعابًا بيلوبونيسية، ثم ألعابًا يونانية شاملة. واكتسبت صفة رسمية، إذ كانت تُعتبر بمثابة هدنة عسكرية كلما انعقدت، وتتوقف أي أعمال عدائية بين المدن-الدول اليونانية المتنافسة. يُعدّ قبو أولمبيا أو سرداب أولمبيا أحد أهم المعالم في مدينة أولمبيا، وهو ممر طويل وضيق مقنطر كان يدخل منه الرياضيون والحكام إلى الملعب، إيذانًا بافتتاح الألعاب الأولمبية. |                                                          |                                        |                                                  |  |
| |                                                          |                                        |                                                  |  |
| | رياضة رمي الرمح                                          |                                        |                                                  |  |
| المصمم: بانايوتيس غرافالوس، وكوستاس كازاكو | المصمم: بانايوتيس غرافالوس، وكوستاس كازاكو               | دار سك العملة: دار سك العملة اليونانية | دار سك العملة: دار سك العملة اليونانية           |  |
| القيمة: 10 يورو | الجودة:إثبات                                             | الكمية: 68,000                         | قيمة الإصدار: 44 يورو القيمة السوقية: 33-45 يورو |  |
| صادر في: 2 يونيو (حزيران) 2003 | القطر: 40 مـم (1.57 بوصة)                                | الوزن: 34 غ (1.20 أونصة؛ 1.09 ozt)     | السبيكة: Ag 925 (فضة)                            |  |
| يظهر على الوجه الأمامي للعملة شعار دورة الألعاب الأولمبية الصيفية في أثينا 2004 مع الدوائر الأولمبية الخمس محاطًا بغصن زيتون، وإلى جانب الشعار رُسمت زهرة الأنثيمون التي ترمز لدار سك العملة اليونانية. ويُحيط بالشعار والزهرة حلقتين متحدتا المركز، نُقش على الحلقة الخارجية منهما 12 نجمة تمثل دول الاتحاد الأوروبي، وهو الشعار الذي يُميّز جميع عملات اليورو، وعلى الحلقة الداخليّة نُقشت عبارة "10 يورو" التي تُشير إلى القيمة الإسمية للعملة. ويصور الوجه الخلفي للعملة رياضي معاصر في المقدمة يركض نحو نقطة بداية الرمي. وفي الخلفية، يظهر رياضي قديم يستعد للرمي. كان رمي الرمح أحد رياضات الخماسي في الألعاب الأولمبية القديمة، وكان له شكلان: رمي الرمح لمسافة بعيدة، ورمي الرمح على هدف. يكمن الفرق بين رياضة رمي الرمح القديمة والحديثة في أنهم كانوا يستخدمون رباط أو حزام لدفع الرمح في العصور القديمة. أُعيد تقديم رياضة رمي الرمح في دورة الألعاب الأولمبية الصيفية لعام 1908 في لندن للرجال فقط، ثم وُسِّع نطاق منافسات رمي الرمح لاحقًا في دورة الألعاب الأولمبية الصيفية لعام 1932 في لوس أنجلوس بكاليفورنيا لتُصبح متاحة للرجال والنساء على حد سواء. |                                                          |                                        |                                                  |  |
| |                                                          |                                        |                                                  |  |
| | رياضة الوثب الطويل                                       |                                        |                                                  |  |
| المصمم: بانايوتيس غرافالوس، وكوستاس كازاكو | المصمم: بانايوتيس غرافالوس، وكوستاس كازاكو               | دار سك العملة: دار سك العملة اليونانية | دار سك العملة: دار سك العملة اليونانية           |  |
| القيمة: 10 يورو | الجودة:إثبات                                             | الكمية: 68,000                         | قيمة الإصدار: 44 يورو القيمة السوقية: 32-45 يورو |  |
| صادر في: 2 يونيو (حزيران) 2003 | القطر: 40 مـم (1.57 بوصة)                                | الوزن: 34 غ (1.20 أونصة؛ 1.09 ozt)     | السبيكة: Ag 925 (فضة)                            |  |
| يظهر على الوجه الأمامي للعملة شعار دورة الألعاب الأولمبية الصيفية في أثينا 2004 مع الدوائر الأولمبية الخمس محاطًا بغصن زيتون، وإلى جانب الشعار رُسمت زهرة الأنثيمون التي ترمز لدار سك العملة اليونانية. ويُحيط بالشعار والزهرة حلقتين متحدتا المركز، نُقش على الحلقة الخارجية منهما 12 نجمة تمثل دول الاتحاد الأوروبي، وهو الشعار الذي يُميّز جميع عملات اليورو، وعلى الحلقة الداخليّة نُقشت عبارة "10 يورو" التي تُشير إلى القيمة الإسمية للعملة. ويصور الوجه الخلفي للعملة رياضيًا حديثًا لحظة ملامسته للأرض، بينما يظهر الرياضي القديم في الخلفية وهو يبدأ وثبته، وهو نقش مستوحى من النقوش التي عُثر عليها على مزهرية سوداء تعود إلى القرن الخامس قبل الميلاد. يُعدّ الوثب الطويل هو أيضًا أحد رياضات المضمار الكلاسيكية، ويعود تاريخه إلى العصور القديمة. في العصور القديمة، لم يكن هناك سوى الوثب الطويل بدون زخم، حيث كان على الرياضي أن يمسك بحزام في كل يد، يتأرجح به بقوة لمساعدته على تحقيق الزخم، ثم يسقط خلفه قبل الهبوط. ظهرت منافسات الوثب الطويل للرجال لأول مرة في دورة الألعاب الأولمبية الصيفية لعام 1896 في أثينا، بينما ظهرت منافسات الوثب الطويل للسيدات لأول مرة في دورة الألعاب الأولمبية الصيفية لعام 1948 في لندن. يتخذ الوثب الطويل في نسخته الحديثة أربعة أشكال، وهي: الوثب البسيط، والوثب الثلاثي، والوثب العالي، والوثب بالزانة.                            |                                                          |                                        |                                                  |  |
| |                                                          |                                        |                                                  |  |
| | ملعب باناثينيان                                          |                                        |                                                  |  |
| المصمم: بانايوتيس غرافالوس، وكوستاس كازاكو | المصمم: بانايوتيس غرافالوس، وكوستاس كازاكو               | دار سك العملة: دار سك العملة اليونانية | دار سك العملة: دار سك العملة اليونانية           |  |
| القيمة: 100 يورو | الجودة:إثبات                                             | الكمية: 28,000                         | قيمة الإصدار: 440 يورو القيمة السوقية: 398 يورو  |  |
| صادر في: 1 سبتمبر (أيلول) 2003 | القطر: 25 مـم (0.98 بوصة)                                | الوزن: 10 غ (0.35 أونصة؛ 0.32 ozt)     | السبيكة: Au 999 (ذهب)                            |  |
| يظهر على الوجه الأمامي للعملة شعار دورة الألعاب الأولمبية الصيفية في أثينا 2004 مع الدوائر الأولمبية الخمس محاطًا بغصن زيتون، وإلى جانب الشعار رُسمت زهرة الأنثيمون التي ترمز لدار سك العملة اليونانية. ويُحيط بالشعار والزهرة حلقتين متحدتا المركز، نُقش على الحلقة الخارجية منهما 12 نجمة تمثل دول الاتحاد الأوروبي، وهو الشعار الذي يُميّز جميع عملات اليورو، وعلى الحلقة الداخليّة نُقشت عبارة "100 يورو" التي تُشير إلى القيمة الإسمية للعملة. ويصور الوجه الخلفي للعملة ملعب باناثينايكو، وهو ملعب رخامي يقع على تلة أرديتوس في مدينة أثينا. وقد أقيمت فيه دورة الألعاب الباناثينية، التي يُعتقد أنها أقيمت لأول مرة حوالي عام 330 قبل الميلاد. وفي عام 1896، وخلال الاستعدادات لإقامة النُسخة الأولى من دورة الألعاب الأولمبية في العصر الحديث، تحمّل المحسن اليوناني جورج أفيروف نفقات ضخمة لترميم الملعب. وكان المهندس المعماري أناستاسيوس ميتاكساس هو من تولى الإشراف على عملية إعادة تشييد الملعب. افتتح ملعب ماباثينايكو في 25 مارس (أذار) 1896 بالتزامن مع الاحتفال بعيد استقلال اليونان، وبالتزامن أيضًا مع افتتاح أول دورة ألعاب أولمبية في العصر الحديث. |                                                          |                                        |                                                  |  |
| |                                                          |                                        |                                                  |  |
| | رئاسة اليونان لمجلس الاتحاد الأوروبي                     |                                        |                                                  |  |
| المصمم: بانايوتيس غرافالوس، وكوستاس كازاكو | المصمم: بانايوتيس غرافالوس، وكوستاس كازاكو               | دار سك العملة: دار سك العملة اليونانية | دار سك العملة: دار سك العملة اليونانية           |  |
| القيمة: 10 يورو | الجودة:إثبات                                             | الكمية: 50,000                         | قيمة الإصدار:- القيمة السوقية: 32-35 يورو        |  |
| صادر في: 2003 | القطر: 28.25 مـم (1.11 بوصة) السمك: 1.92 مـم (0.08 بوصة) | الوزن: 9.75 غ (0.34 أونصة؛ 0.31 ozt)   | السبيكة: Ag 925 (فضة)                            |  |
| يظهر على الوجه الأمامي للعملة الشعار الوطني لجمهورية اليونان محاطًا بعبارة «ΕΛΛΗΝΙΚΗ ΔΗΜΟΚΡΑΤΙΑ» التي كُتبت باللغة اليونانية والتي تعني بالعربية «الديمقراطية اليونانية»، وعبارة "10 يورو" التي تُشير إلى القيمة الإسمية للعملة. وعلى الوجه الخلفي للعملة يظهر شعار الرئاسة اليونانية، وقت نُقش أعلاه النص التالي باللغة اليونانية « ΕΛΛΗΝΙΚΗ ΠΡΟΕΔΡΙΑ ΤΗΣ ΕΥΡΩΠΑΙΚΗΣ ΕΝΩΣΗΣ، وفي الجزء الأسفل نُقشت ترجمة النص بالإنجليزية «HELLENIC PRESIDENCY OF EU»، والتي تعني بالعربية «الرئاسة اليونانية للاتحاد الأوروبي». صدرت هذه العملة المعدنية تخليدًا لمعاهدة الانضمام لعام 2003، الموقّعة في أثينا في 16 أبريل (نيسان) 2003، بالتزامن مع تولي اليونان رئاسة مجلس الاتحاد الأوروبي. كانت معاهدة الانضمام لعام 2003 بمثابة اتفاقية وقعها الاتحاد الأوروبي مع عشر دول أوروبية هي: قبرص، وجمهورية التشيك، وإستونيا، والمجر، ولاتفيا، وليتوانيا، ومالطا، وبولندا، وسلوفاكيا، وسلوفينيا، بشأن انضمامها إلى الاتحاد. وقد دخلت المعاهدة إلى حيز التنفيذ في 1 مايو (أيار) 2004، وهو يوم توسع الاتحاد الأوروبي، وفي الوقت نفسه، غيّرت عددًا من النقاط الواردة في معاهدة نيس الأصلية. |                                                          |                                        |                                                  |  |
| |                                                          |                                        |                                                  |  |
| | رياضة ركوب الخيل                                         |                                        |                                                  |  |
| المصمم: بانايوتيس غرافالوس، وكوستاس كازاكو | المصمم: بانايوتيس غرافالوس، وكوستاس كازاكو               | دار سك العملة: دار سك العملة اليونانية | دار سك العملة: دار سك العملة اليونانية           |  |
| القيمة: 10 يورو | الجودة:إثبات                                             | الكمية: 68,000                         | قيمة الإصدار: 44 يورو القيمة السوقية: 40-45 يورو |  |
| صادر في: 1 سبتمبر (أيلول) 2003 | القطر: 40 مـم (1.57 بوصة)                                | الوزن: 34 غ (1.20 أونصة؛ 1.09 ozt)     | السبيكة: Ag 925 (فضة)                            |  |
| يظهر على الوجه الأمامي للعملة شعار دورة الألعاب الأولمبية الصيفية في أثينا 2004 مع الدوائر الأولمبية الخمس محاطًا بغصن زيتون، وإلى جانب الشعار رُسمت زهرة الأنثيمون التي ترمز لدار سك العملة اليونانية. ويُحيط بالشعار والزهرة حلقتين متحدتا المركز، نُقش على الحلقة الخارجية منهما 12 نجمة تمثل دول الاتحاد الأوروبي، وهو الشعار الذي يُميّز جميع عملات اليورو، وعلى الحلقة الداخليّة نُقشت عبارة "10 يورو" التي تُشير إلى القيمة الإسمية للعملة. ويصور الوجه الخلفي للعملة الفارس المعاصر وهو يقفز فوق حاجز، بينما يظهر في الخلفية صورة الفارس الإغريقي القديم مستوحاة أصلاً من الرسم الذي وُجد على مزهرية سوداء تعود إلى القرن السادس قبل الميلاد. تُعدّ رياضة الفروسية أو ركوب الخيل رياضة نبيلة ذات تقاليد عريقة، تستند إلى العلاقة بين البشر والخيول. أُدرج سباقان للفروسية، وهما سباق العربات وسباق الخيل، لأول مرة في جدول منافسات دورة الألعاب الأولمبية القديمة الخامسة والعشرين، والتي أقيمت عام 680 قبل الميلاد. تطورت سباقات الفروسية في المقام الأول من تدريب الخيول على الحرب. تشير العديد من التقارير إلى أن الإغريق القدماء استخدموا تمارين مشابهة لسباقات الترويض الحديثة من أجل تدريب خيولهم على الحركة بدقة وإتقان في ساحات المعارك والمنافسات. سُكّت العديد من العملات الأولمبية في العصور القديمة بمناسبة الانتصارات في سباقات الفروسية.                            |                                                          |                                        |                                                  |  |
| |                                                          |                                        |                                                  |  |
| | إحياء ذكرى مرور 75 عامًا على تأسيس بنك اليونان            |                                        |                                                  |  |
| المصمم: بانايوتيس غرافالوس، وكوستاس كازاكو | المصمم: بانايوتيس غرافالوس، وكوستاس كازاكو               | دار سك العملة: دار سك العملة اليونانية | دار سك العملة: دار سك العملة اليونانية           |  |
| القيمة: 20 يورو | الجودة:إثبات                                             | الكمية: 14,000                         | قيمة الإصدار:- القيمة السوقية:-                  |  |
| صادر في: 3 نوفمبر (تشرين الثاني) 2003 | القطر: 37 مـم (1.46 بوصة)                                | الوزن: 31 غ (1.09 أونصة؛ 1.00 ozt)     | السبيكة: Ag 925 (فضة)                            |  |
| |                                                          |                                        |                                                  |  |
| | سباقات التتابع                                           |                                        |                                                  |  |
| المصمم: بانايوتيس غرافالوس، وكوستاس كازاكو | المصمم: بانايوتيس غرافالوس، وكوستاس كازاكو               | دار سك العملة: دار سك العملة اليونانية | دار سك العملة: دار سك العملة اليونانية           |  |
| القيمة: 10 يورو | الجودة:إثبات                                             | الكمية: 68,000                         | قيمة الإصدار: 44 يورو القيمة السوقية: 40-45 يورو |  |
| صادر في: 1 سبتمبر (أيلول) 2003 | القطر: 40 مـم (1.57 بوصة)                                | الوزن: 34 غ (1.20 أونصة؛ 1.09 ozt)     | السبيكة: Ag 925 (فضة)                            |  |
| يظهر على الوجه الأمامي للعملة شعار دورة الألعاب الأولمبية الصيفية في أثينا 2004 مع الدوائر الأولمبية الخمس محاطًا بغصن زيتون، وإلى جانب الشعار رُسمت زهرة الأنثيمون التي ترمز لدار سك العملة اليونانية. ويُحيط بالشعار والزهرة حلقتين متحدتا المركز، نُقش على الحلقة الخارجية منهما 12 نجمة تمثل دول الاتحاد الأوروبي، وهو الشعار الذي يُميّز جميع عملات اليورو، وعلى الحلقة الداخليّة نُقشت عبارة "10 يورو" التي تُشير إلى القيمة الإسمية للعملة. ويصور الوجه الخلفي للعملة ثلاثة رياضيين معاصرين يركضون حاملين هراواتهم، بينما يظهر في الخلفية ثلاثة رياضيين قدماء يركضون في سباق كان يُعرف باسم الدوليتشو، وهو سباق كان يشبه بسباقات التتابع لمسافة 3800 متر تقريبًا. تعود جذور سباقات التتابع إلى العادة الإغريقية القديمة المتمثلة في إرسال الرسائل عبر سلسلة من السعاة أو العدائون الذين يحملون عصا الرسائل. حيث كان كل ساعي يُسلم العصا إلى الساعي التالي حتى يصل إلى وجهته بأمان. في سباق التتابع الأولمبي، يتكون فريق كل دولة من أربعة عدائين يقطع كل عداء منهم ربع المسافة، والتي تُسمى بالمرحلة، ثم يُمرر أنبوبًا مجوفًا صلبًا يُسمى عصا إلى عضو الفريق التالي. ويجب أن تتم عمليات التبديل ضمن منطقة تمتد على مسافة 18 مترًا (20 ياردة) من بداية كل منطقة لتبادل العصي. |                                                          |                                        |                                                  |  |
| |                                                          |                                        |                                                  |  |
| | قرية زابيون الأولمبية                                    |                                        |                                                  |  |
| المصمم: بانايوتيس غرافالوس، وكوستاس كازاكو | المصمم: بانايوتيس غرافالوس، وكوستاس كازاكو               | دار سك العملة: دار سك العملة اليونانية | دار سك العملة: دار سك العملة اليونانية           |  |
| القيمة: 100 يورو | الجودة:إثبات                                             | الكمية: 28,000                         | قيمة الإصدار: 440 يورو القيمة السوقية: 398 يورو  |  |
| صادر في: 3 نوفمبر (تشرين الثاني) 2003 | القطر: 25 مـم (0.98 بوصة)                                | الوزن: 10 غ (0.35 أونصة؛ 0.32 ozt)     | السبيكة: Au 999 (ذهب)                            |  |
| يظهر على الوجه الأمامي للعملة شعار دورة الألعاب الأولمبية الصيفية في أثينا 2004 مع الدوائر الأولمبية الخمس محاطًا بغصن زيتون، وإلى جانب الشعار رُسمت زهرة الأنثيمون التي ترمز لدار سك العملة اليونانية. ويُحيط بالشعار والزهرة حلقتين متحدتا المركز، نُقش على الحلقة الخارجية منهما 12 نجمة تمثل دول الاتحاد الأوروبي، وهو الشعار الذي يُميّز جميع عملات اليورو، وعلى الحلقة الداخليّة نُقشت عبارة "100 يورو" التي تُشير إلى القيمة الإسمية للعملة. ويصور الوجه الخلفي للعملة منظر لقصر مدينة الزابيون التي ترتبط بأول دورة ألعاب أولمبية حديثة أقيمت في أثينا عام 1896. في ذلك الوقت، استدعى نقص البنية التحتية والمرافق للمشاركين استخدام القصر كقرية أولمبية. كان الزابيون عبارة عن قصر أثيني بُني على نفقة المُحسن اليوناني إيفانجيلوس زاباس (1800-1865) ليكون مقرًا للمعارض الفنية والزراعية والصناعية اليونانية. ولإنشاء حديقة حول المبنى، قرر شاريلاوس تريكوبيس نقل المقبرة البروتستانتية التي كانت قائمة هناك، ثُم بني قصر الزابيون، بعد أن صممه المهندس المعماري البارون ثيوفيل فون هانسن خلال الفترة ما بين عامي 1874 و1888. وقد عُرف في البداية باسم قصر أولمبيا ثُم اكتسب اسمه الحالي بعد وفاة الأخوين إيفانجيلوس وكونستانتينوس زاباس نسبة إلى تمثاليهما النصفيان الذان صنعهما النحاتان اليونانيان الشهيران آي. كوسوس وجي. فروتوس ووضعا عند مدخل المبنى.                     |                                                          |                                        |                                                  |  |
| |                                                          |                                        |                                                  |  |
| | رياضة الجمباز                                            |                                        |                                                  |  |
| المصمم: بانايوتيس غرافالوس، وكوستاس كازاكو | المصمم: بانايوتيس غرافالوس، وكوستاس كازاكو               | دار سك العملة: دار سك العملة اليونانية | دار سك العملة: دار سك العملة اليونانية           |  |
| القيمة: 10 يورو | الجودة:إثبات                                             | الكمية: 68,000                         | قيمة الإصدار: 44 يورو القيمة السوقية: 40-45 يورو |  |
| صادر في: 3 نوفمبر (تشرين الثاني) 2003 | القطر: 40 مـم (1.57 بوصة)                                | الوزن: 34 غ (1.20 أونصة؛ 1.09 ozt)     | السبيكة: Ag 925 (فضة)                            |  |
| يظهر على الوجه الأمامي للعملة شعار دورة الألعاب الأولمبية الصيفية في أثينا 2004 مع الدوائر الأولمبية الخمس محاطًا بغصن زيتون، وإلى جانب الشعار رُسمت زهرة الأنثيمون التي ترمز لدار سك العملة اليونانية. ويُحيط بالشعار والزهرة حلقتين متحدتا المركز، نُقش على الحلقة الخارجية منهما 12 نجمة تمثل دول الاتحاد الأوروبي، وهو الشعار الذي يُميّز جميع عملات اليورو، وعلى الحلقة الداخليّة نُقشت عبارة "10 يورو" التي تُشير إلى القيمة الإسمية للعملة. ويصور الوجه الخلفي للعملة امرأة شابة تحمل شريطًا وتؤدي حركة رشيقة، بينما يظهر في الخلفية رياضيتان من العصور القديمة تؤديان سلسلة من الحركات البهلوانية، وهو مشهد مستوحى من النقوش التي وجدت على قطع التراكوتا الطينية في جنوب إيطاليا. يُعدّ الجمباز الإيقاعي من أقدم الرياضات في العالم. في اليونان القديمة، طُوّرت ثلاثة أنواع من التدريبات الرياضية المتميزة أحدها كان بستهدف الحفاظ على لياقة بدنية جيدة، بينما كان الآخر للتدريب العسكري، وتطور الثالث كجزء من تدريبات اللياقة البدنية للرياضيين. أما الجمباز الإيقاعي الحديث، فقد طُوّر في أواخر خمسينيات القرن العشرين. في هذه الرياضة المخصصة للإناث فقط، تتم التمارين باستخدام أدوات مثل الكرة والهراوات والطوق والحبل والأشرطة، على أنغام الموسيقى. |                                                          |                                        |                                                  |  |
| |                                                          |                                        |                                                  |  |
| | إحياء ذكرى مرور 75 عامًا على تأسيس بنك اليونان            |                                        |                                                  |  |
| المصمم: بانايوتيس غرافالوس، وكوستاس كازاكو | المصمم: بانايوتيس غرافالوس، وكوستاس كازاكو               | دار سك العملة: دار سك العملة اليونانية | دار سك العملة: دار سك العملة اليونانية           |  |
| القيمة: 200 يورو | الجودة:إثبات                                             | الكمية: 1,000                          | قيمة الإصدار:- القيمة السوقية:-                  |  |
| صادر في: 3 نوفمبر (تشرين الثاني) 2003 | القطر: 37 مـم (1.46 بوصة)                                | الوزن: 31 غ (1.09 أونصة؛ 1.00 ozt)     | السبيكة: Au 999 (ذهب)                            |  |
| على الوجه الأمامي للعملة نُقشت عبارة "200 يورو" التي تُشير إلى القيمة الإسمية للعملة، مُحاطة بنص مكتوب باللغة اليونانية لعبارة «ΕΛΛΗΝΙΚΗ ΔΗΜΟΚΡΑΤΙΑ»، والتي تعني بالعربية «الديمقراطية اليونانية». ويظهر على الوجه الخلفي للعملة شعار بنك اليونان الذي يبدو على شكل علم ملوّح. وحول العلم، نُقشت باللغة اليونانية عبارة «ΤΡΑΠΕΖΑ ΤΗΣ ΕΛΛΑΔΟΣ»، والتي تعني بالعربية «بنك اليونان» وسنوات تأسيس البنك (1928-2003). تُعد هذه المجموعة من العُملات نادرة جدًا، إذ اقتصر توزيعها فقط على موظفي بنك اليونان وبعض المسؤولين اليونانيين، وقد صدرت بمناسبة الاحتفال بذكرى مرور 75 عامًا على تأسيسه. تأسس بنك اليونان عام 1927، بعد سنوات قليلة من انتهاء الحرب العالمية الأولى والحرب اليونانية التركية التي امتدت من عام 1919 إلى عام 1922، بموجب ملحق لبروتوكول جنيف الذي صدر في 15 سبتمبر (أيلول) 1927. وبدأ البنك عملياته رسميا في 14 مايو (أيار) 1928، في عهد المحافظ الأول ألكسندروس ديوميديس، وقد احتُفل البنك بالذكرى الخامسة والعشرين والذكرى الخمسين لتأسيسه (في عهد المحافظين جورجيوس مانتزافينوس وزينوفون زولوتاس، على التوالي، ثُم أُقيم الاحتفال الرسمي بالذكرى الخامسة والسبعين لتأسيس بنك اليونان يوم الاثنين، 3 نوفمبر (تشرين الثاني) 2003 في قاعة أثينا للحفلات الموسيقية بحضور كونستانتينوس ستيفانوبولوس رئيس اليونان آنذاك.                                                |                                                          |                                        |                                                  |  |
| |                                                          |                                        |                                                  |  |
| | رياضة السباحة                                            |                                        |                                                  |  |
| المصمم: بانايوتيس غرافالوس، وكوستاس كازاكو | المصمم: بانايوتيس غرافالوس، وكوستاس كازاكو               | دار سك العملة: دار سك العملة اليونانية | دار سك العملة: دار سك العملة اليونانية           |  |
| القيمة: 10 يورو | الجودة:إثبات                                             | الكمية: 68,000                         | قيمة الإصدار: 44 يورو القيمة السوقية: 40-45 يورو |  |
| صادر في: 3 نوفمبر (تشرين الثاني) 2003 | القطر: 40 مـم (1.57 بوصة)                                | الوزن: 34 غ (1.20 أونصة؛ 1.09 ozt)     | السبيكة: Ag 925 (فضة)                            |  |
| يظهر على الوجه الأمامي للعملة شعار دورة الألعاب الأولمبية الصيفية في أثينا 2004 مع الدوائر الأولمبية الخمس محاطًا بغصن زيتون، وإلى جانب الشعار رُسمت زهرة الأنثيمون التي ترمز لدار سك العملة اليونانية. ويُحيط بالشعار والزهرة حلقتين متحدتا المركز، نُقش على الحلقة الخارجية منهما 12 نجمة تمثل دول الاتحاد الأوروبي، وهو الشعار الذي يُميّز جميع عملات اليورو، وعلى الحلقة الداخليّة نُقشت عبارة "10 يورو" التي تُشير إلى القيمة الإسمية للعملة. ويصور الوجه الخلفي للعملة سبّاحة تستعد للقفز من منصة البداية، بينما تظهر في الخلفية رياضية أخرى على وشك القفز في الماء في مشهد مستوحى من تمثال برونزي قديم. حظيت السباحة بتقدير كبير في كلٍّ من اليونان القديمة وروما القديمة، كما يتضح من المزهريات واللوحات الجدارية التي يعود تاريخها إلى القرن السابع عشر قبل الميلاد. وكانت السباحة جزءًا بالغ الأهمية من تدريب المحاربين. وفي العصر الحديث، انتشرت السباحة التنافسية في مملكة بريطانيا العظمى في نهاية القرن الثامن عشر، وقد تضمنت أول دورة ألعاب أولمبية حديثة، والتي عُقدت في مدينة أثينا باليونان، عام 1896 سباقات للسباحة. |                                                          |                                        |                                                  |  |

## عملات 2004
| | رياضة رفع الأثقال                          |                                        |                                                  |  |
| المصمم: بانايوتيس غرافالوس، وكوستاس كازاكو | المصمم: بانايوتيس غرافالوس، وكوستاس كازاكو | دار سك العملة: دار سك العملة اليونانية | دار سك العملة: دار سك العملة اليونانية           |  |
| القيمة: 10 يورو | السبيكة: Ag 925 (فضة)                      | الكمية: 68,000                         | الجودة: إثبات                                    |  |
| صادر في: 1 أبريل (نيسان) 2004 | القطر: 40 مـم (1.57 بوصة)                  | الوزن: 34 غ (1.20 أونصة؛ 1.09 ozt)     | قيمة الإصدار: 44 يورو القيمة السوقية: 39-45 يورو |  |
| يظهر على الوجه الأمامي للعملة شعار دورة الألعاب الأولمبية الصيفية في أثينا 2004 مع الدوائر الأولمبية الخمس محاطًا بغصن زيتون، وإلى جانب الشعار رُسمت زهرة الأنثيمون التي ترمز لدار سك العملة اليونانية. ويُحيط بالشعار والزهرة، على غرار مجموعة عملات عام 2003، حلقتين متحدتا المركز، نُقش على الحلقة الخارجية منهما 12 نجمة تمثل دول الاتحاد الأوروبي، وهو الشعار الذي يُميّز جميع عملات اليورو، وعلى الحلقة الداخليّة نُقشت عبارة "10 يورو" التي تُشير إلى القيمة الإسمية للعملة. ويصور الوجه الخلفي للعملة رباع معاصر في المقدمة وهو ينفذ حركة الخطف حيث يقف رافعاً الأثقال فوق رأسه، بينما يحاول الرياضي القديم في الخلفية رفع حجرين طبيعيين، وهو نقش مستوحى أصلاً من الرسوم التي وُجدت على مزهرية سوداء تعود إلى القرنين الخامس والسادس قبل الميلاد. تُعدّ رياضة رفع الأثقال رياضة تعتمد على رفع سلسلة من الأوزان المعدنية التي تزداد ثقلاً تدريجياً. وتحظى بشعبية عالمية، ولا سيما في دول مثل بلغاريا وكوبا وفنلندا وألمانيا واليونان وبولندا ودول ما بعد الاتحاد السوفيتي ورومانيا وتركيا والولايات المتحدة الأمريكية. |                                            |                                        |                                                  |  |
| |                                            |                                        |                                                  |  |
| | أكروبوليس أثينا                            |                                        |                                                  |  |
| المصمم: بانايوتيس غرافالوس، وكوستاس كازاكو | المصمم: بانايوتيس غرافالوس، وكوستاس كازاكو | دار سك العملة: دار سك العملة اليونانية | دار سك العملة: دار سك العملة اليونانية           |  |
| القيمة: 100 يورو | الجودة:إثبات                               | الكمية: 28,000                         | قيمة الإصدار: 440 يورو القيمة السوقية: 398 يورو  |  |
| صادر في: 1 أبريل (نيسان) 2004 | القطر: 25 مـم (0.98 بوصة)                  | الوزن: 10 غ (0.35 أونصة؛ 0.32 ozt)     | السبيكة: Au 999 (ذهب)                            |  |
| يظهر على الوجه الأمامي للعملة شعار دورة الألعاب الأولمبية الصيفية في أثينا 2004 مع الدوائر الأولمبية الخمس محاطًا بغصن زيتون، وإلى جانب الشعار رُسمت زهرة الأنثيمون التي ترمز لدار سك العملة اليونانية. ويُحيط بالشعار والزهرة، على غرار مجموعة عملات عام 2003، حلقتين متحدتا المركز، نُقش على الحلقة الخارجية منهما 12 نجمة تمثل دول الاتحاد الأوروبي، وهو الشعار الذي يُميّز جميع عملات اليورو، وعلى الحلقة الداخليّة نُقشت عبارة "100 يورو" التي تُشير إلى القيمة الإسمية للعملة. ويصور الوجه الخلفي للعملة أكروبوليس أثينا، والذي يضم مجموعة من المعالم اليونانية القديمة مثل معبد البارثينون، ومنطقة الإرخثيون، ومنطقة البروبيلايا، ومعبد أثينا نيكه، وغيرها. يمثل الأكروبوليس جميع عصور المدينة الواقعة عند سفحه، حيث تمحورت جميع الأحداث التاريخية لأثينا حول هذه الصخرة المنخفضة. بُني الأكروبوليس خلال الفترة ما بين عامي 447 و432 قبل الميلاد، وكان مطليًا في الأصل بألوان حمراء وزرقاء زاهية، غير أن أعمدته الرخامية فقدت لونها تدريجيًا وبهتت إلى اللون الأبيض. كما يرتبط الأكروبوليس ارتباطًا مباشرًا بالفعاليات الرياضية، حيث كان يُقام سباق شعلة ليلًا خلال مهرجان باناثينا، بدءًا من مذبح بروميثيوس في الأكاديمية وانتهاءًا بمذبح أثينا على قمة الصخرة. |                                            |                                        |                                                  |  |
| |                                            |                                        |                                                  |  |
| | رياضة المصارعة                             |                                        |                                                  |  |
| المصمم: بانايوتيس غرافالوس، وكوستاس كازاكو | المصمم: بانايوتيس غرافالوس، وكوستاس كازاكو | دار سك العملة: دار سك العملة اليونانية | دار سك العملة: دار سك العملة اليونانية           |  |
| القيمة: 10 يورو | الجودة:إثبات                               | الكمية: 68,000                         | قيمة الإصدار: 44 يورو القيمة السوقية: 35-45 يورو |  |
| صادر في: 1 أبريل (نيسان) 2004 | القطر: 40 مـم (1.57 بوصة)                  | الوزن: 34 غ (1.20 أونصة؛ 1.09 ozt)     | السبيكة: Ag 925 (فضة)                            |  |
| يظهر على الوجه الأمامي للعملة شعار دورة الألعاب الأولمبية الصيفية في أثينا 2004 مع الدوائر الأولمبية الخمس محاطًا بغصن زيتون، وإلى جانب الشعار رُسمت زهرة الأنثيمون التي ترمز لدار سك العملة اليونانية. ويُحيط بالشعار والزهرة، على غرار مجموعة عملات عام 2003، حلقتين متحدتا المركز، نُقش على الحلقة الخارجية منهما 12 نجمة تمثل دول الاتحاد الأوروبي، وهو الشعار الذي يُميّز جميع عملات اليورو، وعلى الحلقة الداخليّة نُقشت عبارة "10 يورو" التي تُشير إلى القيمة الإسمية للعملة. ويصور الوجه الخلفي للعملة رياضي معاصر يُمسك خصمه من خصره ويستعد لإسقاطه أرضًا، بينما في الخلفية، يُصوَّر رياضيان قديمان في وضعية تُعرف باسم الأكروشيريسموس، أو مسكة الأصابع، وهما يدفعان رأسيهما ببعضهما البعض، وهو نقش مستوحى أصلاً من الرسوم التي وُجدت على مزهرية سوداء تعود إلى القرنين الخامس والسادس قبل الميلاد. لطالما كانت المصارعة رياضة شعبية على مر التاريخ، إذ تُظهر النقوش المصرية والبابلية القديمة مصارعين يستخدمون معظم مسكات هذه الرياضة الحديثة. وفي اليونان القديمة، احتلت المصارعة اليونانية مكانة بارزة في الأساطير والأدب؛ وكانت منافسات المصارعة هي المنافسة الأبرز في الألعاب الأولمبية. |                                            |                                        |                                                  |  |
| |                                            |                                        |                                                  |  |
| | أكاديمية أثينا الحديثة                     |                                        |                                                  |  |
| المصمم: بانايوتيس غرافالوس، وكوستاس كازاكو | المصمم: بانايوتيس غرافالوس، وكوستاس كازاكو | دار سك العملة: دار سك العملة اليونانية | دار سك العملة: دار سك العملة اليونانية           |  |
| القيمة: 100 يورو | الجودة:إثبات                               | الكمية: 28,000                         | قيمة الإصدار: 440 يورو القيمة السوقية: 398 يورو  |  |
| صادر في: 31 مايو (أيار) 2004 | القطر: 25 مـم (0.98 بوصة)                  | الوزن: 10 غ (0.35 أونصة؛ 0.32 ozt)     | السبيكة: Au 999 (ذهب)                            |  |
| يظهر على الوجه الأمامي للعملة شعار دورة الألعاب الأولمبية الصيفية في أثينا 2004 مع الدوائر الأولمبية الخمس محاطًا بغصن زيتون، وإلى جانب الشعار رُسمت زهرة الأنثيمون التي ترمز لدار سك العملة اليونانية. ويُحيط بالشعار والزهرة، على غرار مجموعة عملات عام 2003، حلقتين متحدتا المركز، نُقش على الحلقة الخارجية منهما 12 نجمة تمثل دول الاتحاد الأوروبي، وهو الشعار الذي يُميّز جميع عملات اليورو، وعلى الحلقة الداخليّة نُقشت عبارة "100 يورو" التي تُشير إلى القيمة الإسمية للعملة. وعلى الوجه الخلفي للعملة وُضعت صورة لأكاديمية أثينا الحديثة، وكان الهدف من ذلك تسليط الضوء على أهمية الألعاب الأولمبية في مدينة أثينا، ليس فقط باعتبارها الحدث الرياضي الأهم، بل أيضًا لإبراز أهمية متساوية للأنشطة الفكرية والثقافية، وهو ما يعكس أسلوب وشخصية المدينة التي كانت مهدًا وموطنًا لإحياء الألعاب الأولمبية الحديثة عام 1896. تُعدّ أكاديمية أثينا الحديثة هي المؤسسة الفكرية الأبرز في اليونان الحديثة، ويُعدّ تعزيز الفنون والعلوم رسالتها الأساسية. جرت أولى المناقشات المتعلقة بإنشائها خلال اجتماعات الجمعية الوطنية اليونانية في إبيداوروس عام 1826. بدأ تشييد المبنى، الذي صممه المهندس المعماري الدنماركي البارون ثيوفيل فون هانسن، عام 1859 على موقع تنازل عنه دير بيتراكي وبلدية أثينا، وبتمويل من المحسن اليوناني سيمون سيناس. ولذلك، تُعرف أكاديمية أثينا الحديثة أيضًا باسم أكاديمية سينايا. بدأت الأكاديمية عملها عام 1926، وتتكون من ثلاثة أقسام رئيسية هي: قسم العلوم الدقيقة، وقسم آداب الفنون الجميلة، وقسم العلوم الأخلاقية والسياسية. |                                            |                                        |                                                  |  |
| |                                            |                                        |                                                  |  |
| | رياضة كرة القدم                            |                                        |                                                  |  |
| المصمم: بانايوتيس غرافالوس، وكوستاس كازاكو | المصمم: بانايوتيس غرافالوس، وكوستاس كازاكو | دار سك العملة: دار سك العملة اليونانية | دار سك العملة: دار سك العملة اليونانية           |  |
| القيمة: 10 يورو | الجودة:إثبات                               | الكمية: 68,000                         | قيمة الإصدار: 44 يورو القيمة السوقية: 45 يورو    |  |
| صادر في: 31 مايو (أيار) 2004 | القطر: 40 مـم (1.57 بوصة)                  | الوزن: 34 غ (1.20 أونصة؛ 1.09 ozt)     | السبيكة: Ag 925 (فضة)                            |  |
| يظهر على الوجه الأمامي للعملة شعار دورة الألعاب الأولمبية الصيفية في أثينا 2004 مع الدوائر الأولمبية الخمس محاطًا بغصن زيتون، وإلى جانب الشعار رُسمت زهرة الأنثيمون التي ترمز لدار سك العملة اليونانية. ويُحيط بالشعار والزهرة حلقتين متحدتا المركز، نُقش على الحلقة الخارجية منهما 12 نجمة تمثل دول الاتحاد الأوروبي، وهو الشعار الذي يُميّز جميع عملات اليورو، وعلى الحلقة الداخليّة نُقشت عبارة "10 يورو" التي تُشير إلى القيمة الإسمية للعملة. ويصور الوجه الخلفي للعملة لاعب كرة قدم معاصر يستعد لركل الكرة، بينما يُظهر نظيره القديم في الخلفية بأسلوبه الخاص من حيث يقوم برمي الكرة على فخذه، ويداه مقيدتان خلف ظهره.، وهو نقش مستوحى أصلاً من رسوم أثرية تعود إلى القرن الرابع قبل الميلاد. كانت رياضة كرة القدم شائعة في أنحاء كثيرة من العالم قديمًا، حيث مارست كل ثقافة شكلًا مختلفًا من أشكال كرة القدم. فعلى سبيل المثال، لعب الصينيون قبل حوالي 2500 عام شكلًا من أشكال كرة القدم كان يُسمى "كوجو"، حيث كانوا يركلون كرة من الجلد المحشو. ومن المعروف أن سكان بولينيزيا الأصليين كذلك لعبوا نوعًا مختلفًا من لعبة كرة القدم باستخدام كرة مصنوعة من ألياف الخيزران، بينما مارس الإنويت شكلًا آخر من أشكال كرة القدم باستخدام كرة جلدية محشوة بالطحالب. في معظم الحالات، كانت الكرة رمزًا للشمس، وكان التغلب عليها يضمن وفقًا لاعتقاد الشعوب القديمة الخصوبة والمحصول الوفير. |                                            |                                        |                                                  |  |
| |                                            |                                        |                                                  |  |
| | رياضة كرة اليد                             |                                        |                                                  |  |
| المصمم: بانايوتيس غرافالوس، وكوستاس كازاكو | المصمم: بانايوتيس غرافالوس، وكوستاس كازاكو | دار سك العملة: دار سك العملة اليونانية | دار سك العملة: دار سك العملة اليونانية           |  |
| القيمة: 10 يورو | الجودة:إثبات                               | الكمية: 68,000                         | قيمة الإصدار: 44 يورو القيمة السوقية: 34-45 يورو |  |
| صادر في: 31 مايو (أيار) 2004 | القطر: 40 مـم (1.57 بوصة)                  | الوزن: 34 غ (1.20 أونصة؛ 1.09 ozt)     | السبيكة: Ag 925 (فضة)                            |  |
| يظهر على الوجه الأمامي للعملة شعار دورة الألعاب الأولمبية الصيفية في أثينا 2004 مع الدوائر الأولمبية الخمس محاطًا بغصن زيتون، وإلى جانب الشعار رُسمت زهرة الأنثيمون التي ترمز لدار سك العملة اليونانية. ويُحيط بالشعار والزهرة حلقتين متحدتا المركز، نُقش على الحلقة الخارجية منهما 12 نجمة تمثل دول الاتحاد الأوروبي، وهو الشعار الذي يُميّز جميع عملات اليورو، وعلى الحلقة الداخليّة نُقشت عبارة "10 يورو" التي تُشير إلى القيمة الإسمية للعملة. ويصور الوجه الخلفي للعملة لاعب معاصر في المقدمة يُمسك بالكرة بين يديه ويوجهها نحو هدفه، بينما في الخلفية، اللاعب القديم على وشك رمي الكرة، في لعبة كانت تُعرف باسم "كيروسفيرا"، وهو نقش مستوحى أصلاً من الرسم الذي وُجد على مزهرية سوداء تعود إلى العصر القديم. تُعد رياضة كرة اليد الجماعية من أقدم الرياضات في العالم، وتدّعي العديد من الحضارات والأمم أنّ أصول اللعبة تعود إليها. كما وصف الشاعر اليوناني هوميروس اللعبة في قصيدته الشهيرة الأوديسة. قُدّمت منافسات رياضة كرة اليد الحديثة لأول مرة في دورة الألعاب الأولمبية الصيفية في برلين عام 1936 كلعبة خارجية يتكون فيها الفريق من 11 لاعبًا. |                                            |                                        |                                                  |  |
| |                                            |                                        |                                                  |  |
| | مسيرة الشعلة الأولمبية - حفل البداية       |                                        |                                                  |  |
| المصمم: بانايوتيس غرافالوس، وكوستاس كازاكو | المصمم: بانايوتيس غرافالوس، وكوستاس كازاكو | دار سك العملة: دار سك العملة اليونانية | دار سك العملة: دار سك العملة اليونانية           |  |
| القيمة: 100 يورو | الجودة:إثبات                               | الكمية: 28,000                         | قيمة الإصدار: 440 يورو القيمة السوقية: 398 يورو  |  |
| صادر في: 2004 | القطر: 25 مـم (0.98 بوصة)                  | الوزن: 10 غ (0.35 أونصة؛ 0.32 ozt)     | السبيكة: Au 999 (ذهب)                            |  |
| يظهر على الوجه الأمامي للعملة شعار دورة الألعاب الأولمبية الصيفية في أثينا 2004 مع الدوائر الأولمبية الخمس محاطًا بغصن زيتون، وإلى جانب الشعار رُسمت زهرة الأنثيمون التي ترمز لدار سك العملة اليونانية. ويُحيط بالشعار والزهرة حلقتين متحدتا المركز، نُقش على الحلقة الخارجية منهما 12 نجمة تمثل دول الاتحاد الأوروبي، وهو الشعار الذي يُميّز جميع عملات اليورو، وعلى الحلقة الداخليّة نُقشت عبارة "100 يورو" التي تُشير إلى القيمة الإسمية للعملة. ويصور الوجه الخلفي للعملة منظر للشعلة الأولمبية. يعود تقليد تتابع الشعلة الأولمبية، والذي يُتوّج بإيقاد المرجل الأولمبي في حفل افتتاح كل دورة، إلى دورة الألعاب الأولمبية الصيفية في برلين عام 1936. ويُمثّل هذا التقليد تجسيدًا للرابط بين الألعاب الأولمبية القديمة والحديثة، تُضاء الشعلة الأولمبية في حفلٍ يُقام في مدينة أولمبيا باليونان، ثم يحملها العدائون إلى موقع الألعاب الأولمبية في ذلك العام. وقد أصبح إيقاد المرجل الأولمبي اللحظة الأكثر قداسة في كل دورة ألعاب أولمبية. |                                            |                                        |                                                  |  |
| |                                            |                                        |                                                  |  |
| | مسيرة الشعلة الأولمبية - الأمريكتين        |                                        |                                                  |  |
| المصمم: بانايوتيس غرافالوس، وكوستاس كازاكو | المصمم: بانايوتيس غرافالوس، وكوستاس كازاكو | دار سك العملة: دار سك العملة اليونانية | دار سك العملة: دار سك العملة اليونانية           |  |
| القيمة: 10 يورو | الجودة:إثبات                               | الكمية: 68,000                         | قيمة الإصدار: 44 يورو القيمة السوقية: 999 يورو   |  |
| صادر في: 2004 | القطر: 40 مـم (1.57 بوصة)                  | الوزن: 34 غ (1.20 أونصة؛ 1.09 ozt)     | السبيكة: Ag 925 (فضة)                            |  |
| |                                            |                                        |                                                  |  |
| | مسيرة الشعلة الأولمبية - إفريقيا           |                                        |                                                  |  |
| المصمم: بانايوتيس غرافالوس، وكوستاس كازاكو | المصمم: بانايوتيس غرافالوس، وكوستاس كازاكو | دار سك العملة: دار سك العملة اليونانية | دار سك العملة: دار سك العملة اليونانية           |  |
| القيمة: 10 يورو | الجودة:إثبات                               | الكمية: 68,000                         | قيمة الإصدار: 44 يورو القيمة السوقية: 999 يورو   |  |
| صادر في: 2004 | القطر: 40 مـم (1.57 بوصة)                  | الوزن: 34 غ (1.20 أونصة؛ 1.09 ozt)     | السبيكة: Ag 925 (فضة)                            |  |
| |                                            |                                        |                                                  |  |
| | مسيرة الشعلة الأولمبية - آسيا              |                                        |                                                  |  |
| المصمم: بانايوتيس غرافالوس، وكوستاس كازاكو | المصمم: بانايوتيس غرافالوس، وكوستاس كازاكو | دار سك العملة: دار سك العملة اليونانية | دار سك العملة: دار سك العملة اليونانية           |  |
| القيمة: 10 يورو | الجودة:إثبات                               | الكمية: 68,000                         | قيمة الإصدار: 44 يورو القيمة السوقية: 999 يورو   |  |
| صادر في: 2004 | القطر: 40 مـم (1.57 بوصة)                  | الوزن: 34 غ (1.20 أونصة؛ 1.09 ozt)     | السبيكة: Ag 925 (فضة)                            |  |
| |                                            |                                        |                                                  |  |
| | مسيرة الشعلة الأولمبية - أستراليا          |                                        |                                                  |  |
| المصمم: بانايوتيس غرافالوس، وكوستاس كازاكو | المصمم: بانايوتيس غرافالوس، وكوستاس كازاكو | دار سك العملة: دار سك العملة اليونانية | دار سك العملة: دار سك العملة اليونانية           |  |
| القيمة: 10 يورو | الجودة:إثبات                               | الكمية: 68,000                         | قيمة الإصدار: 44 يورو القيمة السوقية: 999 يورو   |  |
| صادر في: 2004 | القطر: 40 مـم (1.57 بوصة)                  | الوزن: 34 غ (1.20 أونصة؛ 1.09 ozt)     | السبيكة: Ag 925 (فضة)                            |  |
| يظهر على الوجه الأمامي للعملة شعار دورة الألعاب الأولمبية الصيفية في أثينا 2004 مع الدوائر الأولمبية الخمس محاطًا بغصن زيتون، وإلى جانب الشعار رُسمت زهرة الأنثيمون التي ترمز لدار سك العملة اليونانية. ويُحيط بالشعار والزهرة حلقتين متحدتا المركز، نُقش على الحلقة الخارجية منهما 12 نجمة تمثل دول الاتحاد الأوروبي، وهو الشعار الذي يُميّز جميع عملات اليورو، وعلى الحلقة الداخليّة نُقشت عبارة "10 يورو" التي تُشير إلى القيمة الإسمية للعملة. ويصور الوجه الخلفي للعملات الفضية الأربع مسيرة الشعلة الأولمبية خلال رحلتها التتابعية من أوروبا إلى قارات العالم الأربع الأخرى. كانت مسيرة شعلة الألعاب الأولمبية الصيفية لعام 2004 بمثابة أول مسيرة تتابع عالمية حقيقية للشعلة الأولمبية على الإطلاق. بدأت الشعلة الأولمبية رحلتها من مدينة أولمبيا القديمة، ثُم حملها 3600 حامل شعلة عبر 34 مدينة حول العالم. في 3 يونيو (حزيران) 2004، نُقلت الشعلة إلى أستراليا، ومن هناك سافرت إلى آسيا، ثم إلى أفريقيا، ثم إلى الأمريكتين. كانت هذه هي المرة الأولى التي تُنقل فيها الشعلة الأولمبية إلى أفريقيا وأمريكا الجنوبية. ثم عادت الشعلة إلى أوروبا من جديد ووصلت إلى وجهتها في اليونان في 9 يوليو (تموز) 2004. |                                            |                                        |                                                  |  |
| |                                            |                                        |                                                  |  |
| | مسيرة الشعلة الأولمبية - حفل العودة        |                                        |                                                  |  |
| المصمم: بانايوتيس غرافالوس، وكوستاس كازاكو | المصمم: بانايوتيس غرافالوس، وكوستاس كازاكو | دار سك العملة: دار سك العملة اليونانية | دار سك العملة: دار سك العملة اليونانية           |  |
| القيمة: 100 يورو | الجودة:إثبات                               | الكمية: 28,000                         | قيمة الإصدار: 440 يورو القيمة السوقية: 999 يورو  |  |
| صادر في: 2004 | القطر: 25 مـم (0.98 بوصة)                  | الوزن: 10 غ (0.35 أونصة؛ 0.32 ozt)     | السبيكة: Au 999 (ذهب)                            |  |
| يظهر على الوجه الأمامي للعملة شعار دورة الألعاب الأولمبية الصيفية في أثينا 2004 مع الدوائر الأولمبية الخمس محاطًا بغصن زيتون، وإلى جانب الشعار رُسمت زهرة الأنثيمون التي ترمز لدار سك العملة اليونانية. ويُحيط بالشعار والزهرة حلقتين متحدتا المركز، نُقش على الحلقة الخارجية منهما 12 نجمة تمثل دول الاتحاد الأوروبي، وهو الشعار الذي يُميّز جميع عملات اليورو، وعلى الحلقة الداخليّة نُقشت عبارة "100 يورو" التي تُشير إلى القيمة الإسمية للعملة. ويصور الوجه الخلفي للعملة مشهد إضاءة الشعلة الأولمبية للملعب الأولمبي بعد وصولها إلى اليونان مرة أخرى في نهاية رحلتها. عادت الشعلة الأولمبية إلى اليونان في 9 يوليو (تموز) 2004. وفي مسيرة رمزية، حمل 7700 حامل شعلة الشعلة الأولمبية وراحوا يجوبون بها أنحاء البر الرئيسي اليوناني والجزر اليونانية. وبعد 31 يومًا، عادت الشعلة الأولمبية مرة أخرى إلى موقعها الأصلي في منطقة أتيكا. وفي 13 أغسطس (آب) 2004، دخلت الشعلة الأولمبية إلى الملعب الأولمبي وأضاءت المذبح المركزي الذي ظل مضاءًا طوال فترة إقامة دورة الألعاب الأولمبية الصيفية 2004. |                                            |                                        |                                                  |  |

## عملات 2005
| | متنزه أوليمبوس الوطني                                    |                                        |                                           |
| المصمم: جورجيوس ستاماتوبولوس | المصمم: جورجيوس ستاماتوبولوس                             | دار سك العملة: دار سك العملة اليونانية | دار سك العملة: دار سك العملة اليونانية    |
| القيمة: 10 يورو | الجودة: لامعة غير متداولة                                | الكمية: 25,000                         | قيمة الإصدار:- القيمة السوقية: 85.62 يورو |
| صادر في: 2005 | القطر: 28.25 مـم (1.11 بوصة) السُمك: 1.92 مـم (0.08 بوصة) | الوزن: 9.75 غ (0.34 أونصة؛ 0.31 ozt)   | السبيكة: Ag 925 (فضة)                     |
| صدرت هذه العملة ضمن مجموعة عملات عام 2005 التذكارية السنوية، والتي لم تكون متداولة على نطاق واسع. يظهر على الوجه الأمامي للعملة الشعار الوطني لجمهورية اليونان، وقد نُقشت إلى جانبه عبارة "10 يورو" التي تُشير إلى القيمة الإسمية للعملة، وعلى الحافة العلوية، كُتبت عبارة "الجمهورية الهيلينية" بالأبجدية اليونانية. وعلى الوجه الخلفي للعملة لوحة تصور حرب الجبابرة على جبل أوليمبوس، إلى جانب أغصان مزهرة في الجزء السفلي. وقد نُقش فوق اللوحة باللغة اليونانية اسم «متنزه أوليمبوس الوطني»، بينما كُتب على الجزء السفلي وبالقرب من الحافة تاريخ «2005»، وهو تاريخ إصدار العملة. |                                                          |                                        |                                           |

## عملات 2006
| | زيوس من متنزه أولمبيا الوطني                          |                                        |                                           |  |
| المصمم: جورجيوس ستاماتوبولوس | المصمم: جورجيوس ستاماتوبولوس                          | دار سك العملة: دار سك العملة اليونانية | دار سك العملة: دار سك العملة اليونانية    |  |
| القيمة: 10 يورو | السبيكة: Ag 925 (فضة)                                 | الكمية: 5,000                          | الجودة: إثبات                             |  |
| صادر في: 2006 | القطر: 40 مـم (1.57 بوصة) السُمك: 1.92 مـم (0.08 بوصة) | الوزن: 34 غ (1.20 أونصة؛ 1.09 ozt)     | قيمة الإصدار:- القيمة السوقية: 50-95 يورو |  |
| يظهر على الوجه الأمامي للعملة الشعار الوطني لجمهورية اليونان، وقد نُقشت على الحافة العلوية منه باللغة اليونانية عبارة "الجمهورية الهيلينية"، بينما نُقشت على الحافة السفلية منه عبارة "10 يورو" التي تُشير إلى القيمة الإسمية للعملة. وعلى الوجه الخلفي للعملة وُضعت صورة لتمثال الإله الإغريقي زيوس. كان زيوس في الأساطير اليونانية ابن كرونوس وريا، وكان أكبر آلهة الأولمب مرتبة. كان إله السماء والرعد، ومن رموزه الرعد والبرق والصولجان والنسر. كان الإله زيوس هو حاكم جبل الأولمب، والذي يُعدّ أعلى جبل في اليونان وموطن الآلهة. في عام 1981، أدرجت منظمة اليونسكو جبل الأولمب كمحمية دولية للمحيط الحيوي، وفي عام 1987، أُعلن جبل الأولمب منتزهًا وطنيًا في اليونان.                                                                |                                                       |                                        |                                           |  |
| |                                                       |                                        |                                           |  |
| | بلدة ديون في متنزه أولمبيا الوطني                     |                                        |                                           |  |
| المصمم: جورجيوس ستاماتوبولوس | المصمم: جورجيوس ستاماتوبولوس                          | دار سك العملة: دار سك العملة اليونانية | دار سك العملة: دار سك العملة اليونانية    |  |
| القيمة: 10 يورو | الجودة:إثبات                                          | الكمية: 5,000                          | قيمة الإصدار:- القيمة السوقية: 98.50 يورو |  |
| صادر في: 2006 | القطر: 40 مـم (1.57 بوصة) السُمك: 1.92 مـم (0.08 بوصة) | الوزن: 34 غ (1.20 أونصة؛ 1.09 ozt)     | السبيكة: Ag 925 (فضة)                     |  |
| يظهر على الوجه الأمامي للعملة الشعار الوطني لجمهورية اليونان، وقد نُقشت على الحافة العلوية منه باللغة اليونانية عبارة "الجمهورية الهيلينية"، بينما نُقشت على الحافة السفلية منه عبارة "10 يورو" التي تُشير إلى القيمة الإسمية للعملة. ويصور الوجه الخلفي للعملة جبل أوليمبوس الذي يُعد هو أعلى جبل في اليونان إذ يتراوح ارتفاعه بين 600 متر بالقرب من بلدة ليتوخورو بمقاطعة بييريا، و2917 مترًا عند أعلى قمة فيه بمنطقة البانثيون أو ميتيكاس. في عام 1981، أدرجت منظمة اليونسكو جبل أوليمبوس كمحمية دولية للمحيط الحيوي، وفي عام 1987، أُعلن الحبل منتزهًا وطنيًا يونانيًا. تشتهر قرية ديون الواقعة عند سفح جبل أوليمبوس بمتحفها وموقعها الأثري. كانت بلدية ديون القديمة تحتل مكانًا بارزًا، ويعود اسمها إلى الحرم المهم المُخصص للإله زيوس. |                                                       |                                        |                                           |  |
| |                                                       |                                        |                                           |  |
| | مدينة بتراس                                           |                                        |                                           |  |
| المصمم: جورجيوس ستاماتوبولوس | المصمم: جورجيوس ستاماتوبولوس                          | دار سك العملة: دار سك العملة اليونانية | دار سك العملة: دار سك العملة اليونانية    |  |
| القيمة: 10 يورو | الجودة:إثبات                                          | الكمية: 20,000                         | قيمة الإصدار:- القيمة السوقية: 60         |  |
| صادر في: 2006 | القطر: 28.25 مـم (1.11 بوصة)                          | الوزن: 9.75 غ (0.34 أونصة؛ 0.31 ozt)   | السبيكة: Ag 925 (فضة)                     |  |
| يظهر على الوجه الأمامي للعملة الشعار الوطني لجمهورية اليونان، وقد نُقشت على الحافة العلوية منه باللغة اليونانية عبارة "الجمهورية الهيلينية"، بينما نُقشت على الحافة السفلية منه عبارة "10 يورو" التي تُشير إلى القيمة الإسمية للعملة. وعلى الوجه الخلفي للعملة وُضع شعار لمدينة باتراس مُحاطًا بعبارة عبارة "عاصمة الثقافة الأوروبية". اعتمدت مدينة باتراس مسارًا فريدًا واكب تاريخ الثقافة اليونانية وتطورها. فمن خلال الموسيقى والدراما والفنون البصرية والرقص، استغلت عاصمة آخايا الفرصة التاريخية لاختيارها كعاصمةً للثقافة الأوروبية. تُخلّد هذه العملة المعدنية الحدث الذي بشّر بمسارٍ جديدٍ مُستنيرٍ لمدينة باتراس، وتُذكّر بقدرة الثقافة على تحفيز الاقتصاد وتعزيز التنمية.                                                                |                                                       |                                        |                                           |  |

## عملات 2007
| | إحياء الذكري الثلاثين على وفاة المغنية الأوبرالية اليونانية ماريا كالاس |                                        |                                               |  |
| المصمم: جورجيوس ستاماتوبولوس | المصمم: جورجيوس ستاماتوبولوس                                            | دار سك العملة: دار سك العملة اليونانية | دار سك العملة: دار سك العملة اليونانية        |  |
| القيمة: 10 يورو | السبيكة: Ag 925 (فضة)                                                   | الكمية: 25,000                         | الجودة: إثبات                                 |  |
| صادر في: 2007 | القطر: 40 مـم (1.57 بوصة) السُمك: 1.92 مـم (0.08 بوصة)                   | الوزن: 34 غ (1.20 أونصة؛ 1.09 ozt)     | قيمة الإصدار: 44 يورو القيمة السوقية: 40 يورو |  |
| يظهر على الوجه الأمامي للعملة الشعار الوطني لجمهورية اليونان، وقد نُقشت إلى جانبه عبارة "10 يورو" التي تُشير إلى القيمة الإسمية للعملة. وعلى الوجه الخلفي للعملة وُضعت صورة السوبرانو اليونانية الراحلة ماريا كالاس، وهي مغنية أوبرالية يونانية وُلدت بالولايات المتحدة الأمريكية عام 1923، وتوفيت عام 1977، وكانت أبرز مغنيات الأوبرا في عصرها، وأول سوبرانو حديثة تُحيي أعمال الأوبرا المنسية من نوع البيل كانتو التي تعود جذورها إلى القرن التاسع عشر الميلادي. أحدثت ماريا كالاس ثورة في عروض الأوبرا من خلال صوتها القوي ودقتها الدرامية، محولةً ما كان تقليديًا أعمالًا فارغة العرض إلى دراما جادة ومفعمة بالعاطفة. وقد نالت ماريا كالاس الثناء على صوتها المميز، وحضورها الدرامي، وموهبتها الموسيقية المتقنة.                      |                                                                         |                                        |                                               |  |
| |                                                                         |                                        |                                               |  |
| | إحياء الذكرى الخمسين لوفاة الأديب اليوناني نيكوس كازانتزاكيس            |                                        |                                               |  |
| المصمم: جورجيوس ستاماتوبولوس | المصمم: جورجيوس ستاماتوبولوس                                            | دار سك العملة: دار سك العملة اليونانية | دار سك العملة: دار سك العملة اليونانية        |  |
| القيمة: 10 يورو | الجودة:إثبات                                                            | الكمية: 25,000                         | قيمة الإصدار:- القيمة السوقية: 32.50 يورو     |  |
| صادر في: 2007 | القطر: 28.25 مـم (1.11 بوصة) السُمك: 1.92 مـم (0.08 بوصة)                | الوزن: 9.75 غ (0.34 أونصة؛ 0.31 ozt)   | السبيكة: Ag 925 (فضة)                         |  |
| يظهر على الوجه الأمامي للعملة الشعار الوطني لجمهورية اليونان، وقد نُقشت إلى جانبه عبارة "10 يورو" التي تُشير إلى القيمة الإسمية للعملة. وعلى الوجه الخلفي للعملة وُضعت صورة نيكوس كازانتزاكيس، وهو كاتب ومترجم يوناني وُلد في مدينة هيراكليون بجزيرة كريت عام 1885، وتلقى تعليمه في الجامعة الوطنية الكابوديسترية بأثينا، حيث حصل على شهادة في القانون، ثُم التحق عقب تخرجه بالجمهورية الفرنسية الثالثة، حيث درس الفلسفة على يد الفيلسوف الفرنسي هنري برغسون. وتُعدّ رواية زوربا اليوناني من أشهر أعماله بالإضافة إلى روايته "آلام المسيح اليونانية" التي تتناول إعادة تمثيل مسرحية آلام المسيح في قرية يونانية. توفي نيكوس كازنتزاكيس عام 1957.                                                                                         |                                                                         |                                        |                                               |  |
| |                                                                         |                                        |                                               |  |
| | الطيور والزهور في متنزه جبل بيندوس الوطني                               |                                        |                                               |  |
| المصمم: جورجيوس ستاماتوبولوس | المصمم: جورجيوس ستاماتوبولوس                                            | دار سك العملة: دار سك العملة اليونانية | دار سك العملة: دار سك العملة اليونانية        |  |
| القيمة: 10 يورو | الجودة:إثبات                                                            | الكمية: 5,000                          | قيمة الإصدار:- القيمة السوقية: 55-69 يورو     |  |
| صادر في: 2007 | القطر: 40 مـم (1.57 بوصة)                                               | الوزن: 34 غ (1.20 أونصة؛ 1.09 ozt)     | السبيكة: Ag 925 (فضة)                         |  |
| يظهر على الوجه الأمامي للعملة الشعار الوطني لجمهورية اليونان، وقد نُقشت إلى جانبه عبارة "10 يورو" التي تُشير إلى القيمة الإسمية للعملة. وعلى الوجه الخلفي للعملة وُضعت صورة مقربة نموذجية لأزهار وطيور متنزه جبل بيندوس الوطني، حيث يمر نهر أركودوريما عبر الحديقة الوطنية الواقعة في منطقة فاليا كالدا، والتي تعد منطقة فريدة من نوعها إذ لا يمكن العثور على مئات الأشجار والأعشاب والزهور وغيرها من النباتات الفريدة إلا في ذلك الوادي. تُعتبر الجيولوجيا والنباتات الموجودة في المتنزه من بقايا العصر الجليدي، وكذلك بحيرتي فليجا التوأم الواقعتان في وسط المتنزه. لا توجد طرق معبدة في المتنزه الوطنية، لذا يجب على الزوار استخدام المسارات المحددة، والتي تمر عبر أنهار وبحيرات هادئة قبل أن تنتهي عند بحيرة ينابيع أووس ريفرز.  |                                                                         |                                        |                                               |  |
| |                                                                         |                                        |                                               |  |
| | أشجار الصنوبر الأسود في متنزه جبل بيندوس الوطني                         |                                        |                                               |  |
| المصمم: جورجيوس ستاماتوبولوس | المصمم: جورجيوس ستاماتوبولوس                                            | دار سك العملة: دار سك العملة اليونانية | دار سك العملة: دار سك العملة اليونانية        |  |
| القيمة: 10 يورو | الجودة:إثبات                                                            | الكمية: 5,000                          | قيمة الإصدار:- القيمة السوقية: 55-64 يورو     |  |
| صادر في: 2007 | القطر: 40 مـم (1.57 بوصة)                                               | الوزن: 34 غ (1.20 أونصة؛ 1.09 ozt)     | السبيكة: Ag 925 (فضة)                         |  |
| يظهر على الوجه الأمامي للعملة الشعار الوطني لجمهورية اليونان، وقد نُقشت إلى جانبه عبارة "10 يورو" التي تُشير إلى القيمة الإسمية للعملة. ويظهر على الوجه الخلفي للعملة منظر بانورامي لأشجار الصنوبر الأسود الشائعة في متنزه جبل بيندوس الوطني حيث تمتد حديقة فاليا كالدا على مساحة 6.8 فدان (28000 متر مربع)، وهي أكبر وأهم حديقة وطنية في اليونان. تعني كلمة فاليا كالدا الوادي الدافئ، أما اسمها الرسمي فهو حديقة بيندوس الشمالية الوطنية، إذ تقع في سلسلة جبال بيندوس، على بعد حوالي 25 كم شمالي بلدة ميتسوفو على الحدود الواقعة بين مدينتي يوانينا وغريفينا. سُمي المنطقة التي يقع فيها المتنزه بالوادي، الدافئً نظرًا لأن درجة حرارتها تكون أعلى بمقدار 10-15 درجة من الجبال المحيطة بها، وتعد زيارة المتنزه تجربة فريدة من نوعها. |                                                                         |                                        |                                               |  |

## عملات 2008
| | متحف الأكروبوليس الجديد      |                                        |                                        |
| المصمم: جورجيوس ستاماتوبولوس | المصمم: جورجيوس ستاماتوبولوس | دار سك العملة: دار سك العملة اليونانية | دار سك العملة: دار سك العملة اليونانية |
| القيمة: 10 يورو | السبيكة: Ag 925 (فضة)        | الكمية: 10,000                         | الجودة: لامعة غير متداولة              |
| صادر في: 2008 | القطر: 28.25 مـم (1.11 بوصة) | الوزن: 9.75 غ (0.34 أونصة؛ 0.31 ozt)   | قيمة الإصدار: 35 يورو القيمة السوقية:- |
| صدرت هذه العُملة تخليدًا لافتتاح متحف الأكروبوليس الجديد، ويظهر على الوجه الأمامي للعملة الشعار الوطني لجمهورية اليونان، وإلى جانبه أحد المنحوتات مثلثة الشكل من معبد البارثينون، كما نُقشت عبارة "10 يورو" التي تُشير إلى القيمة الإسمية للعملة. ويظهر على الوجه الخلفي للعملة منظرًا بانوراميًا لمتحف الأكروبوليس، وهو متحف أثري يقع في مدينة أثينا باليونان في موقع الأكروبوليس الأثري، ويُعتبر واحدًا من أهم المتاحف الأثرية في أثينا، ويُصنّف من بين أهم متاحف العالم. ونظرًا لصغر حجمه، قررت الحكومة اليونانية في أواخر ثمانينيات القرن العشرين بناء متحف جديد عند قاعدة الأكروبوليس. وفي يونيو (حزيران) 2007، أُغلق المتحف القديم أبوابه لنقل مقتنياته الأثرية إلى مقر المتحف الجديد، والذي افتُتح رسميًا وفُتحت أبوابه للزائرين في يونيو (حزيران) 2009. |                              |                                        |                                        |